# Цешковский, Виталий Валерьевич
Виталий Валерьевич Цешковский (25 сентября 1944, Омск — 24 декабря 2011, Краснодар) — советский и российский шахматист, гроссмейстер (1975). Двукратный чемпион СССР (1978, 1986).

## Биография
Виталий Цешковский родился в Омске (его предки жили на Волыни).
Получил звание международного мастера в 1973 году и звание международного гроссмейстера в 1975 году. Его высшими турнирными достижениями являются победы (1-е место) на турнирах в Лейпциге (1975), Дубне (1976), Ереване (1980), Бане-Луке (1981), Сочи (1981) и Минске (1982). Он разделил победу с Михаилом Талем на 46-м чемпионате СССР по шахматам (1978) и стал победителем на 53-м чемпионате СССР (1986). Он побеждал нескольких чемпионов мира: Василия Смыслова на Московской спартакиаде в 1974 г., Михаила Таля в Сочи в 1970 г. и молодого Гарри Каспарова на чемпионате СССР в 1978 г.
Цешковский занял четвёртое место на межзональном турнире в Маниле (1976), на одно место ниже, чем нужно было для продолжения борьбы за мировое первенство. На 27-й шахматной олимпиаде в 1986 году он набрал 2½ очка и помог сборной СССР выиграть золотую медаль.
В 1990-е годы Цешковский тренировал будущего чемпиона мира россиянина Владимира Крамника.
Обладатель Кубка европейских чемпионов среди клубов в 1996 году в составе команды «Итиль» (Казань).
Скоропостижно скончался в Краснодаре от острого сердечного приступа во время шахматной партии 24 декабря 2011. Похоронен на Аллее славы Славянского кладбища в Краснодаре.

## Спортивные достижения
| Год     | Город      | Турнир                   | + | − | =  | Результат | Место |
| ------- | ---------- | ------------------------ | - | - | -- | --------- | ----- |
| 1967    | Харьков    | 35-й чемпионат СССР      | 7 | 5 | 1  | 7½ из 13  | 27—40 |
| 1968/69 | Алма-Ата   | 36-й чемпионат СССР      | 8 | 5 | 6  | 11 из 19  | 4—5   |
| 1974    | Ленинград  | 42-й чемпионат СССР      | 3 | 4 | 8  | 7 из 15   | 10—11 |
| 1976    | Москва     | 44-й чемпионат СССР      | 3 | 7 | 7  | 6½ из 17  | 16—17 |
|         | Манила     | 10-й межзональный турнир | 8 | 3 | 8  | 12 из 19  | 4     |
| 1978    | Тбилиси    | 46-й чемпионат СССР      | 6 | 1 | 10 | 11 из 17  | 1—2   |
| 1979    | Минск      | 47-й чемпионат СССР      | 1 | 7 | 9  | 5½ из 17  | 17—18 |
|         | Рига       | 11-й межзональный турнир | 5 | 4 | 8  | 9 из 17   | 8—10  |
| 1980/81 | Вильнюс    | 48-й чемпионат СССР      | 5 | 3 | 9  | 9½ из 17  | 6—9   |
| 1981    | Фрунзе     | 49-й чемпионат СССР      | 4 | 5 | 8  | 8 из 17   | 10—13 |
| 1986    | Киев       | 53-й чемпионат СССР      | 6 | 1 | 10 | 11 из 17  | 1     |
| 1987    | Минск      | 54-й чемпионат СССР      | 1 | 7 | 9  | 5½ из 17  | 17—18 |
| 1994    | Элиста     | 47-й чемпионат России    | 3 | 1 | 7  | 6½ из 11  | 7—15  |
| 2003    | Красноярск | 56-й чемпионат России    | 4 | 2 | 3  | 5½ из 9   | 11—19 |
| 2004    | Москва     | 57-й чемпионат России    | 1 | 6 | 3  | 2½ из 10  | 11    |

## Изменения рейтинга
| Графики недоступны из-за технических проблем. См. информацию на Фабрикаторе и на mediawiki.org. |